# Обернгайм-Кірхенарнбах
Обернгайм-Кірхенарнбах (нім. Obernheim-Kirchenarnbach) — громада в Німеччині, розташована в землі Рейнланд-Пфальц. Входить до складу району Південно-Західний Пфальц. Складова частина об'єднання громад Таляйшвайлер-Вальгальбен.
Площа — 8,62 км2. Населення становить 1593 ос. (станом на 31 грудня 2020).